# Marin (Alta Savoia)
Marin és un municipi francès situat al departament de l'Alta Savoia i a la regió d'Alvèrnia-Roine-Alps. L'any 2007 tenia 1.474 habitants.

## Demografia

### Població
El 2007 la població de fet de Marin era de 1.474 persones. Hi havia 572 famílies de les quals 132 eren unipersonals (60 homes vivint sols i 72 dones vivint soles), 196 parelles sense fills, 232 parelles amb fills i 12 famílies monoparentals amb fills.
La població ha evolucionat segons el següent gràfic:
Habitants censats

### Habitatges
El 2007 hi havia 681 habitatges, 578 eren l'habitatge principal de la família, 30 eren segones residències i 73 estaven desocupats. 578 eren cases i 102 eren apartaments. Dels 578 habitatges principals, 460 estaven ocupats pels seus propietaris, 102 estaven llogats i ocupats pels llogaters i 16 estaven cedits a títol gratuït; 4 tenien una cambra, 31 en tenien dues, 88 en tenien tres, 122 en tenien quatre i 333 en tenien cinc o més. 529 habitatges disposaven pel capbaix d'una plaça de pàrquing. A 211 habitatges hi havia un automòbil i a 334 n'hi havia dos o més.

### Piràmide de població
La piràmide de població per edats i sexe el 2009 era:
| Homes | Edats   | Dones |
| ----- | ------- | ----- |
| 0     | 95 o +  | 0     |
| 8     | 90 a 94 | 0     |
| 0     | 85 a 89 | 4     |
| 12    | 80 a 84 | 4     |
| 36    | 75 a 79 | 36    |
| 28    | 70 a 74 | 24    |
| 24    | 65 a 69 | 32    |
| 28    | 60 a 64 | 24    |
| 48    | 55 a 59 | 40    |
| 56    | 50 a 54 | 48    |
| 32    | 45 a 49 | 60    |
| 40    | 40 a 44 | 52    |
| 72    | 35 a 39 | 60    |
| 24    | 30 a 34 | 36    |
| 36    | 25 a 29 | 24    |
| 20    | 20 a 24 | 12    |
| 32    | 15 a 19 | 28    |
| 80    | 10 a 14 | 40    |
| 68    | 5 a 9   | 44    |
| 28    | 0 a 4   | 36    |

## Economia
El 2007 la població en edat de treballar era de 985 persones, 718 eren actives i 267 eren inactives. De les 718 persones actives 673 estaven ocupades (362 homes i 311 dones) i 45 estaven aturades (25 homes i 20 dones). De les 267 persones inactives 98 estaven jubilades, 91 estaven estudiant i 78 estaven classificades com a «altres inactius».

### Ingressos
El 2009 a Marin hi havia 601 unitats fiscals que integraven 1.567,5 persones, la mediana anual d'ingressos fiscals per persona era de 22.231 €.

### Activitats econòmiques
Dels 79 establiments que hi havia el 2007, 1 era d'una empresa extractiva, 1 d'una empresa alimentària, 5 d'empreses de fabricació d'altres productes industrials, 23 d'empreses de construcció, 16 d'empreses de comerç i reparació d'automòbils, 3 d'empreses de transport, 3 d'empreses d'hostatgeria i restauració, 1 d'una empresa d'informació i comunicació, 3 d'empreses immobiliàries, 16 d'empreses de serveis, 3 d'entitats de l'administració pública i 4 d'empreses classificades com a «altres activitats de serveis».
Dels 26 establiments de servei als particulars que hi havia el 2009, 1 era una funerària, 3 tallers de reparació d'automòbils i de material agrícola, 1 taller d'inspecció tècnica de vehicles, 2 guixaires pintors, 3 fusteries, 7 lampisteries, 4 electricistes, 2 perruqueries i 3 restaurants.
Dels 2 establiments comercials que hi havia el 2009, 1 era un supermercat i 1 una botiga de menys de 120 m².
L'any 2000 a Marin hi havia 31 explotacions agrícoles que ocupaven un total de 324 hectàrees.

## Equipaments sanitaris i escolars
El 2009 hi havia 1 escola maternal i 1 escola elemental.

## Poblacions més properes
El següent diagrama mostra les poblacions més properes.